# Pultenaea involucrata
Pultenaea involucrata är en ärtväxtart som beskrevs av George Bentham. Pultenaea involucrata ingår i släktet Pultenaea och familjen ärtväxter. Inga underarter finns listade i Catalogue of Life.